# Teatre Líric de Palma
El Teatre Líric de Palma fou un teatre ubicat al carrer del Conquistador de Palma, als terrenys de l'Hort del Rei, al solar que abans havia ocupat el Teatre Circ Balear. Promogut per l'empresari Josep Tous Ferrer, el teatre va funcionar entre el 1902 i el 1967, quan es va demolir per recuperar els jardins de l'Hort del Rei. Segons la premsa de l'època, Tous comprà l'edifici del Teatre Líric de Barcelona amb els decorats i el mobiliari per tal de reedificar-lo a Palma.

## Història

### Construcció i inauguració
Les obres començaren el dia 11 d'octubre del 1900 a càrrec dels arquitectes Jaume Alenyar Guinard i Gaspar Bennàssar Moner. Es construí un edifici de 1.000 m² amb planta semicircular i d'estil eclèctic —l'estil que féu servir Bennàssar en la majoria d'edificis de tipus civil que construí—, amb una cabuda d'entre 2.600 i 3.000 persones, que es distribuïen en les següents localitats: 450 butaques i 28 llotges de platea ubicades al pati, i vuit llotges de prosceni al primer i al segon pis. A l'interior hi destacava la cúpula, sostinguda per deu columnes de ferro colat unides per una armadura també de ferro, que en moltes parts quedava al descobert i en la qual hi havia fosos detalls ornamentals hispanoàrabs. L'escenari estava dotat amb molts avenços tècnics. En la decoració hi participaren Miquel Sarmiento, autor del teló de boca; Pere Llorens, responsable de la decoració de la sala i de complementar els decorats, i el valencià Ricard Alòs, autor dels nous decorats. Es tracta d'un edifici que, segons historiadors de l'art com Miquel Seguí Aznar, estava influït, sobretot pel que fa a l'interior, per l'obra d'Ortiz de Villajos, en tant que s'assemblava al Circo Price de Madrid i que hi predominaven els elements neoàrabs.
El teatre s'inaugurà el 1902, però sense estar totalment acabat. Hi mancava part de la decoració interior, de la qual tingué cura Pere Càffaro, el muntatge de les instal·lacions elèctriques —que es dugué a terme el 1903— i, sobretot, la façana, obra de l'arquitecte Gaspar Bennàssar Moner. Fou aquest qui, dotze anys després de l'obertura del teatre, s'ocupà d'una primera reforma de l'edifici, en la qual s'engrandí el pati de butaques. El 1919 es tornaren a fer importants reformes a l'edifici. Val a dir, a més, que el 20 de juliol del 1912 s'havia inaugurat, en un terreny contigu al teatre Líric, el Líric Park, un teatre d'estiu que només funcionà aquella temporada. L'any 1932 s'hi instal·là la llum indirecta.

### Activitat
La programació del teatre es caracteritzà per la seva diversitat i, sobretot els primers anys, per la qualitat dels espectacles que s'hi oferien. Així, el dia de la inauguració, el 2 de febrer del 1902, es programà l'òpera La Bohème, de Puccini, interpretada per una companyia que, en part, provenia del Liceu de Barcelona, amb Joan Goula, pare i fill, en la direcció de l'orquestra, i els cantants senyor Iribarne i senyoreta Grassot en els papers més destacats. Durant la primera dècada del segle XX s'hi programaren òperes de companyies diferents, com la de Vicente Petri, la d'Artur Baratta o la de Bonifacio Pinedo. També es programaren moltes temporades de sarsuela, amb companyies de fora, com la de Josep Talavera i Josep Valls, i d'altres de mallorquines, com la de Josep Balaguer, la de Cosme Bauzà o la de Josep Ribas. Una de les més destacables, però fou la de Ricardo Güell, que procedia del teatre de la Zarzuela de Madrid i que, entre novembre del 1908 i febrer del 1909, popularitzà els grans èxits del gènere, com La verbena de la Paloma, de Bretón.
A partir de la dècada del 1910 la tendència fou anar substituint els grans drames lírics per obres musicals de format més petit, amb sarsueles i operetes. Quant a les companyies dramàtiques que hi actuaren aquests primers anys, cal destacar algunes companyies italianes molt remarcables culturalment. És el cas de la companyia d'Italia Vitalini, amb Carlo Duse com a primer actor, que l'octubre del 1902 representà obres com Tosca, de Sardou; Hedda Gabler, d'Ibsen; Maria Estuarda, de Schiller, o Magda, de Suderman. Així mateix, també hi foren presents les companyies d'Arturo Buxens, la de Francisco Fuentes i la d'Enriqueta Palma i Lluís Reig, amb obres que aleshores estaven de moda, com Terra baixa, de Guimerà (habitualment en la versió castellana d'Echegaray); Juan José, de Dicenta, i La loca de la casa, de Galdós, entre d'altres. A les dècades dels anys deu i vint hi destaca la presència de la companyia de Margarida Xirgu, amb les versions catalanes d'obres com Joventut de príncep, de Wilhem Meyer Foster; Electra, d'Hugo von Hofmannsthal; La verge boja, de Bataille, i La reina jove, de Guimerà, entre d'altres, així com de La Dama de les Camèlies, de Dumas, i versions d'autors com Wilde i altres, en castellà. També cal destacar la companyia de Francesc Morano, que el 1919 homenatjà Guimerà amb la representació d'El místico, a la qual assistí l'autor. Als anys vint hi fou molt present la companyia d'Enric Borràs, que el 1923 hi dugué a escena El abuelo, La loca de la casa o Antón Caballero, de Galdós; Tierra baja, de Guimerà, i El místico de Rusiñol, i el 1928, alguns dels seus èxits en català, com Terra baixa, de Guimerà, i La llar apagada, d'Ignasi Iglésias. La companyia de més renom que hi actuà fou, però, la de Lola Membrives, amb obres com Las Adelfas, dels germans Machado; Las hogueras de San Juan, de J. I. Luca de Tena, i La dama del mar, d'Ibsen, entre d'altres. I als trenta, la de Jaume Borràs, germà d'Enric, que hi tornà a representar en català El místic, de Rusiñol, i Maria Rosa, de Guimerà.
Com a hereu del Teatre Circ Balear, el Líric programà també espectacles parateatrals. Ja l'any de la inauguració del teatre, el 1902, hi actuà el circ Alegría, que repetí en diverses ocasions alternant amb altres formacions. Amb els anys, però, foren la revista musical i els espectacles de varietats o propers al music-hall els que s'acabarien imposant. Als anys deu, l'artista d'aquest gènere que causà més sensació fou Consuelo Bello La Fornarina, que hi actuà el juny del 1910. Als vint, hi actuaren vedets i cantants, com Blanca de Parma, Lola Montes i Nelly Garden, i el març del 1923 hi debutà Catina la Baleárica, pseudònim de Catina Valls Aguiló. A més, també es pogué veure cinema al teatre. Les primeres projeccions daten de l'agost del 1907.
La represa de les activitats del teatre després de la Guerra Civil suposà la pràctica desaparició de les companyies dramàtiques en les programacions a favor d'una consolidació dels gèneres més frívols. Hi actuaren les grans companyies de revista, els cantants, les vedets i els humoristes famosos de l'època. El predomini d'aquest tipus d'espectacles només es va interrompre amb breus temporades de sarsuela i d'òpera i amb el darrer espectacle que s'hi pogué veure, el 2 de novembre del 1967: l'òpera La Bohème, de Puccini, la mateixa amb què s'havia inaugurat el teatre, però ara amb la companyia de sarsuela de Tomás Bretón. Poc després, començà la demolició de l'edifici per tal de recuperar els antics jardins de l'Hort del Rei.